# Lista över ledamöter av Sveriges riksdags första kammare 1921
Ledamöter av Sveriges riksdags första kammare 1921.
De 150 ledamöterna invaldes 1919 och 1920 för en mandatperiod av sex år, utsedda av sina respektive landsting eller stadsfullmäktige.

## Stockholms stad
- Ernst Trygger, f.d. justitieråd, f. 1857
- Ernst Klefbeck, kyrkoherde, f. 1866
- Sten Stendahl, grosshandlare, h, f. 1876
- Charles Lindley, s
- Jan Berglund, kassör, s, f. 1864
- Johan Östberg, f.d. kammarrättsråd, f. 1855
- Carl Romanus, advokat, f. 1876
- Herman Lamm, f, grosshandlare, f. 1853
- G.O. Erikson, kassör, s, f. 1876
- Oscar Borge, fil. dr, s, f. 1862

## Stockholms län
- Gustaf Lagerbjelke, greve, byråchef, h, f. 1860
- Theodor Borell, revisionssekreterare, h, f. 1869
- Arvid Erikson, landstingsdirektör, f
- Gustav Möller, s
- Helge Bäckström, f.d. professor, s, f. 1865
- Adolf Berge, folkskollärare, s, f. 1869

## Uppsala län
- Carl-Axel Reuterskiöld, professor, bf, f. 1870
- Edvard Hagfält, bruksägare, f. 1873
- Nils Alexanderson, professor, f, f. 1875

## Södermanlands län
- Carl Svensson, redaktör, s, f. 1879
- Assar Emanuel Åkerman, häradshövding, s
- Axel Modig, förrådsförvaltare, f, f. 1859
- Gustaf Sederholm, godsägare, h
- en vakant plats

## Östergötlands län
- Axel Träff, fabrikör, s, f. 1875
- K.G. Westman, professor, j, f. 1876
- Oscar Herman August Fleming, friherre, major, h, f. 1859
- Einar Thulin, byråchef, s, f. 1883
- Axel Theodor Adelswärd, kammarherre, f
- Albert Bergström, byråföreståndare, s, f. 1869
- H.G. Andersson, lantbrukare, j, f. 1877

## Norrköpings stad
- Carl Johan Gustaf Swartz, statsråd, h

## Jönköpings län
- Karl Johan Alfred Gustafsson, lantbrukare, h, f. 1862
- Johan Fredrik Kjellén, lantbrukare, bf, f. 1881
- Jacob Spens, greve, h, f. 1861
- Malkolm Pettersson, lantbrukare, f, f. 1862
- Karl Rosling, direktör, s, f. 1868 (invald, men avled i december 1920)
- Karl Ekman, hovrättsråd, h, f. 1863

## Kronobergs län
- Aaby Ericsson, major, h, f. 1859
- August Ljunggren, redaktör, f, f. 1874
- Nils Anton Bondeson, grosshandlare, f, f. 1872
- En vakant plats, h

## Kalmar län, norra delen
- Uno Bernhard Steinholtz, vicekonsul, h, f. 1872
- Axel Olof Rune, borgmästare, f

## Kalmar län, södra delen
- Petrus Nilsson, lantbrukare, j, f. 1881
- Gustaf Malmberg, kassör, s, f. 1869
- John Jeansson, v. konsul, h, f. 1865
- Carl Boberg, redaktör, h, f. 1859

## Gotlands län
- Lars Gunnar Bodin, lantbrukare, f. 1872

## Blekinge län
- Axel Hansson Wachtmeister, greve, landshövding, h, f. 1855
- Johan Ingmansson, sjökapten, f, f. 1845
- Karl Johansson i Sölvedal, landstingsman, j
- Johan Gustaf Carlsson, läroverksadjunkt, s, f. 1884

## Kristianstads län
- Ragnar Barnekow, friherre, f, f. 1877
- Gustaf Nilsson i Kristianstad, ombudsman, s, f. 1880
- Johan Nilsson i Skottlandshus, lantbrukare, h, f. 1873
- Nils Sigfrid, direktör, f
- William Linder, hovrättsråd, s
- August Bruhn, kyrkoherde, f, f. 1872

## Malmöhus län
- Nils August Nilsson, trädgårdsodlare, f. 1867
- Knut von Geijer, borgmästare, f. 1864,
- Paul Paulson, lantbrukare, f. 1851
- Jöns Pålsson, hemmansägare, f, f. 1870
- Olof Olsson, läroverksadjunkt, s, f. 1872
- Nils Wohlin, professor, j
- Fritiof Lindskog, stationsinspektor, s, f. 1879
- Jöns Jesperson, lantbrukare, f. 1861
- Carl Johansson, arbetskontorsföreståndare, s, f. 1856
- Jacob Larsson, häradshövding, vilde, f. 1851

## Malmö stad
- Johan Nilsson i Malmö, redaktör, s, f. 1874
- Anders Antonsson, måleriidkare, h, f. 1856
- Måns Lundberg, folkskollärare, s, f. 1867

## Helsingborgs stad
- Gunnar Andersson i Djursholm, professor, f, f. 1865

## Hallands län
- Anders Elisson, lantbrukare, j, f. 1876
- Johan Bernhard Johansson, häradsdomare, h, f. 1877
- Gustaf Anton Larsén, folkskollärare, s, f. 1870
- Ollas Anders Ericsson, hemmansägare, bf, f. 1858

## Göteborgs och Bohus län
- Eric Hallin, kammarherre, h, f. 1870
- Karl Andersson, byrådirektör, f
- Sigfrid Hansson, journalist, s, f. 1884
- Ludvig Widell, överdirektör, h, f. 1870
- Ernst B. Jönson, lantbrukare, j, f. 1866
- Isak Svensson, lantbrukare, f

## Göteborgs stad
- A.C. Lindblad, redaktör, s, f. 1866
- Gustaf Boman, fabrikör, f. 1861
- Hjalmar Wijk, handlande, f
- Ernst Wigforss, lektor, s
- Samuel Clason, professor, f. 1867

## Älvsborgs län
- Hugo Erik Gustaf Hamilton, f.d. landshövding, f. 1849
- Olaus Pettersson i Småkulla, lantbrukare, f, f. 1859
- Karl Sandegård, kyrkoherde, f. 1880
- Johan Johansson i Friggeråker, hemmansägare, f. 1872
- Knut Heyman, godsägare, h, f. 1870
- Axel von Sneidern, godsägare, h, f. 1875
- Axel Fredrik Wennersten, direktör, f. 1863
- Edvard Björnsson, lektor, f. 1878

## Skaraborgs län
- Gustaf Barthelson, överjägmästare, h, f. 1854
- Vilhelm Söderbom, ombudsman, s, f. 1861
- Erland von Hofsten, f.d. borgmästare, h, f. 1870
- Edward Larson, lantbrukare, f, f. 1867
- Ernst Svensson, lantbrukare, bf, f. 1880
- August Johansson, lantbrukare, f, f. 1864

## Värmlands län
- Mauritz Hellberg, redaktör, f, f. 1859
- Knut Tengdahl, försäkringstjänsteman, s, f. 1867
- Karl August Nilson, järnhandlare, f, f. 1864
- Gustaf Strömberg, yrkesunderinspektör, s
- Johan Carlsson, godsägare, h, f. 1864
- Åke Ingeström, direktör, f, f. 1867
- Manne Asplund, gruvingenjör, s, f. 1872

## Örebro län
- Oscar Olsson, lektor, s, f. 1877
- Gerhard Halfred von Koch, kansliråd, f, f. 1872
- Hjalmar von Sydow, häradshövding, h
- Anders Örne, statssekreterare, s
- Axel Vindahl, köpman, f
- I. Pettersson, lantbrukare, bf, f. 1876

## Västmanlands län
- Edvard Otto Vilhelm Wavrinsky, försäkringsdirektör, f. 1848
- Adam Hult, landstingsdirektör, f, f. 1870
- Alexis Björkman, redaktör, f. 1853
- Carl Grewesmühl, ingenjör, bf, f. 1877

## Kopparbergs län
- Anders Pers, redaktör, f, f. 1860
- Alfred Petrén, överinspektör, s, f. 1867
- Åhlmans Olof Olsson, kommunalnämndsordförande, bf, f. 1866
- Olof Lind, landsfiskal, v-s,  f. 1861
- Ernst Lyberg, rådman, f, f. 1874
- Erik Dalberg, ombudsman, s, f. 1869

## Gävleborgs län
- Carl Gustaf Wickman, kassör, s, f. 1856
- J. Johansson, hemmansägare, bf, f. 1868
- Carl Gustaf Ekman, redaktör, f, f. 1872
- Nils Sigfrid Norling, redaktör, s, f. 1880
- Per Norin, hemmansägare, s, f. 1863
- Teodor Julin, postkontrollör, s, f. 1880

## Gävle stad
- Rickard Sandler, s

## Västernorrlands län
- Herman Kvarnzelius, f
- Erik August Enhörning, konsul, f. 1860
- Janne Walles, kassör, s, f. 1871
- Carl Albert Lindhagen, borgmästare, f. 1860
- Henrik Öhngren, v.konsul, f. 1853
- Leonard Tjällgren, lantbrukare, f. 1878
- Frits Leander Lindqvist, föreståndare, f. 1865

## Jämtlands län
- Johan Olofsson i Digernäs, hemmansägare, f, f. 1860
- Anders Olof Frändén, hemmansägare, h, f. 1866
- Johan Johansson i Hornsberg, folkskollärare, f, f. 1874

## Västerbottens län
- Per Axel Viktor Schotte,  landshövding, f, f. 1860
- Axel Herman Georg Rogberg, häradshövding, h
- Gustav Rosén, redaktör, f
- John Almkvist, folkskoleinspektör, f

## Norrbottens län
- Carl Winberg, redaktör, v-s, f. 1867
- Olof Bergqvist, biskop, h, f. 1862
- Paul Hellström, professor, f
- Fredrik Ström, partisekreterare, v-s, f. 1880
- J. Johansson i Tränäset, landstingsman, j